# Megaselia hexanophila
Megaselia hexanophila är en tvåvingeart som beskrevs av William Russel Buck och Ronald Henry Lambert Disney 2001. Megaselia hexanophila ingår i släktet Megaselia och familjen puckelflugor.
Artens utbredningsområde är Nederländerna. Inga underarter finns listade i Catalogue of Life.